# Municipio de Deering
El municipio de Deering (en inglés: Deering Township) es un municipio ubicado en el condado de McHenry en el estado estadounidense de Dakota del Norte. En el año 2010 tenía una población de 107 habitantes y una densidad poblacional de 1,15 personas por km².

## Geografía
El municipio de Deering se encuentra ubicado en las coordenadas 48°24′28″N 100°59′2″O / 48.40778, -100.98389. Según la Oficina del Censo de los Estados Unidos, el municipio tiene una superficie total de 93.34 km², de la cual 93,11 km² corresponden a tierra firme y (0,24 %) 0,23 km² es agua.

## Demografía
Según el censo de 2010, había 107 personas residiendo en el municipio de Deering. La densidad de población era de 1,15 hab./km². De los 107 habitantes, el municipio de Deering estaba compuesto por el 99,07 % blancos, el 0,93 % eran asiáticos. Del total de la población el 0 % eran hispanos o latinos de cualquier raza.